# Fagerudden
Fagerudden är ett bostadsområde vid Svensbyfjärdens södra strand väster om Bergsviken i Piteå kommun. Från 2015 avgränsar SCB här en småort.